# Nanxiong

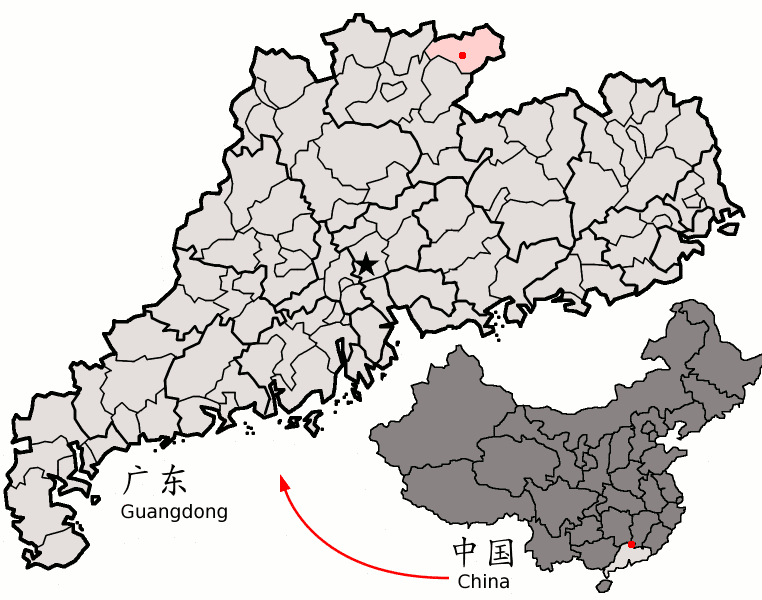
Lage der Stadt Nanxiong in der Provinz Guangdong

Die Stadt Nanxiong (南雄市,  Nánxióng Shì) ist eine kreisfreie Stadt der bezirksfreien Stadt Shaoguan im Norden der chinesischen Provinz Guangdong. Sie hat eine Fläche von  2.326 km² und zählt 353.916 Einwohner (Stand: Zensus 2020). 
Der Sanying-Turm (Sanying ta 三影塔) aus dem Jahr 1009 der Nördlichen Song-Dynastie steht seit 1988 auf der Liste der Denkmäler der Volksrepublik China (3-144).